# Operacija Vaganj 95
Operacija Vaganj 95 je bila planirana napadna operacija srpskih snaga na Republiku Hrvatsku i oslobođene dijelove BiH iz ljeta 1995. godine. Operacija je trebala uključiti oko 80.000 vojnika Vojske Republike Srpske i Srpske vojske Krajine, a s ciljem da zauzme prostor koji će osigurati dugoročnu vojnu održivost Republike Srpske i tzv. Republike Srpske Krajine. Nakon što je početak operacije srpskih snaga odgođen zbog početka hrvatske Operacije Oluja, za Operaciju Vaganj 95 pripremljene snage su pokušale izvesti planirane napadne aktivnosti, i time u jednoj mjeri oduzeti inicijativu hrvatskoj strani; zahvaljujući brzom odgovoru Hrvatske vojske, u tome snage bosanskih Srba nisu uspjele.
Neposredno prije Operacije Vaganj su postrojbe bosanskih Srba i dragovoljci iz Srbije u Operaciji Krivaja bile ovladale enklavama koje su na području istočne Bosne do tada držale postrojbe pod kontrolom vlasti u Sarajevu: genocid u Srebrenici izvršen je 13. – 19. srpnja 1995. god., a gradić Žepa se predao 25. srpnja 1995. godine (zapovjednika grada Avdu Palića su Srbi zarobili za vrijeme pregovora u kampu UNPROFOR-a, te je kasnije ubijen).
Početak operacije je preduhitren početkom Operacije Oluja koju su samo jedan dan prije planiranog početka Operacije Vaganj 95 - i uz angažiranje znatno jačih vojnih efektiva - pokrenuli HV, HVO i Armija BiH. Snage pripremljene na teritoriju BiH za Operaciju Vaganj 95 prihvatile su srpske vojne snage koje su se povlačile iz Hrvatske, a 13.kolovoza 1995. god. je kontingent srpskih postrojbi dovedenih iz Podrinja izveo neuspješni protunapad kod Grahova, koji je prekinut kada su u trodnevnim teškim borbama snage HV pokazale krajnju odlučnost da održe dostignute pozicije. Međutim su snage VRS bile uspješnije u sprječavanju pokušaja HV da prodru s Banovine prema Prijedoru, te je Operacija Una usamljeni primjer napadne operacije HV 1995. godine koja nije uspjela.

## Cilj
Ovom operacijom su planirale srpske snage izvršiti istodobni napad iz smjera Banje Luke u smjeru Kupresa i Livna, te iz smjera Podrinja i Istočne Hercegovine prema dolini Neretve i Metkoviću. Istodobno bi se izvršio pritisak na okruženo područje Bihaća pod kontrolom Armije BiH, čije je zauzimanje krajem 1994. god. bilo spriječeno akcijam HV i HVO “Zima '94.” (29. studeni - 24. prosinac 1994.). Uspjehom takve akcije bi se strateška situacija drastično promijenila za korist Srba i zacijelo omogućilo realizaciju projekta Ujedinjene Republike Srpske.
Srpsko napredovanje u sklopu Operacije Vaganj 95 trebalo se odigrati neposredno prije planiranog raspoređivanja interventnih snaga Francuske i Velike Britanije veličine 12.500 ljudi, s mandatom Ujedinjenih naroda prema Rezoluciji Vijeća sigurnosti UN 998, čije bi raspoređivanje zacijelo onemogućilo protupanad snaga HV, HVO i ABiH i stabiliziralo liniju razdvajanja na pozicijama koje su dostigle srpske snage u BiH i Republici Hrvatskoj - "cementirajući" tako rezultate etničkog čišćenja tog područja od Bošnjaka i Hrvata (i drugih: bili su od tamo protjerani praktično svi koji nisu bili Srbi). Hrvatsko vodstvo je pravodobno saznalo za srpske planove, te ih je uspjelo preduhitriti pokretanjem Operacije Oluja.

## Planiranje
30. srpnja 1995. održan je sastanak u Bosanskom Petrovcu. Nazočili su vojni zapovjednici dviju srpskih vojska na čelu s generalima Ratkom Mladićem i Dušanom Lončarem iz Knina. Nazočili su još iz Knina obavještajni pukovnik Mihajlo Knežević, iz 'VRS' generali Manojlo Milovanović, Momir Talić, Boško Kelečević, Milan Ninković, Momir Zec, Radivoje Tomanić, Milan Gvero, Zdravko Tolimir, predsjednici općina Banje Luke, Drvara, Bosanskog Petrovca, Bosanskog Grahova, Srbobrana, Mrkonjić Grada, Ključa, Sanskog Mosta, zapovjednici brigada iz sastava 2. kk 'VRS', a iz vrha Republike Srpske Biljana Plavšić.
Planirao je s 80.000 vojnika pokrenuti ofenzivu na snage HV-a, HVO-a i Armije BiH, vratiti Grahovo i Glamoč, uzeti Kupres, Livno ("i izbiti na crtu iz 1992."), radi ostvarivanja ratnog preokreta. Ovo je činilo operaciju Vaganj. Mladić je govorio o potrebi pokretanja daljnjih akcija na istoku i jugu, pri čemu bi postrojbe Drinskog, Istočnobosanskog i Hercegovačkog korpusa u slučaju da uspiju akcije planirane na području Zapadne Bosne odmah krenuti u napad dolinom Neretve, ka Metkoviću i moru.
General VRS Mladić tog je 30. srpnja u Kninu rekao da su hrvatske postrojbe osvajanjem Glamoča i Grahova napravile odlučujuću pogrešku u ratu.  Istog dana je načelnik GS VRS general Milovanović prenio da mu je predsjednik Republike Srpske Radovan Karadžić zapovijedio zaustaviti prodor hrvatskih snaga i prijeći u protuudar za vraćanje Grahova i Glamoča, dodavši "Ne zna se hoće li vojska dobivenu zadaću realizirati za 24 sata ili 24 dana...".
Zapovijed za pokretanje ove operacije zadao je srpski general Ratko Mladić 3. kolovoza 1995. godine. Trebala je krenuti u 6 sati ujutro 5. kolovoza. No, hrvatska operacija Oluja krenula je dan ranije.

## Pokušaj srpskog protunapada kod Grahova
Srpski planovi nisu bili prazne prijetnje. 
Srpske su snage pripremane za Operaciju Vaganj izvele u noći 12. na 13. kolovoza 1995. kod Grahova prvi protuudar nakon Oluje. Bio je to jedini pravi srpski protuudar nakon Oluje. Iznimno žestoka bitka trajala je tri dana, do 15. kolovoza.
U trodnevnim snažnim borbama bili su uključeni topništvo, zrakoplovstvo, oklopništvo i diverzanti. Udarne bosanskih Srba predstavljale su Druga drinska pješačka brigada, 65. zaštitni puk i 10. diverzantski odred. Razlog srpskog protuudara bio je "zbog poljuljanog borbenog morala svojih postrojba, ali i očitog nezadovoljstva i osjećaja nemoći civilnog puka, vratiti izgubljene položaje i presjeći komunikaciji Knin – Bosansko Grahovo", zauzeti važan prijevoj Derale, kako bi potom ušle u Grahovo i time ostvarile pozicije za daljnje napredovanje prema Livnu i Kninu.
U teškim borbama su već prvog dana snage HV imale 20 poginulih i 50 ranjenih pripadnika, ali su upornim izvođenjem obrane i brzim protunapadom, koji je počeo prije 9 sati ujutro istog dana,  dokazale svoju nadmoć nad srpskim snagama. Glavni je teret obrane i protunapade 13. kolovoza izvodila 141. brigada HV, koja je u tri dana operacije imala 15 poginulih vojnika.
General Rahim Ademi objašnjava 2019. godine da je napad Vojske Republike Srpske bio snažan i odlučan, te su u jednom trenutku njihove snage uspjele presjeći komunikaciju Knin - Grahovo i dovesti 141. brigadu u teški položaj. Međutim je angažman 7. gardijske brigade HV - nakon što je hrvatsko zapovjedništvo sagledalo situaciju na bojištu i isplaniralo protunapad - počev od 4 sata ujutro 14. kolovoza 1995., te 113. brigade HV od 14 sati istoga dana promijenio situaciju, a potom je 4. gardijska brigada HV izvršila protuudar, te su se snage te brigade u napadu spojile s postrojbama 7. gardijske, 141. i 113. brigade HV., te sa 6. domobranskom pukovnijom; anagram HV su snažno preko Grahovskog polja nastavile probijati srpsku obranu i izbile do iznad Drvara,  došavši na položaje koji su omogućli skoro zauzimanje i toga grada. Tako su hrvatske snage u konačnici potisnule srpske snage iza njihovih polaznih pozicija i došle u situaciju da ubrzo zauzmu još i Drvar. General Ademi smatra ovu operaciju jednim od najuspješnijih protunapada hrvatskih snaga u Domovinskom ratu.
S tih će položaja snage HV, HVO i ABiH pokrenuti početkom rujna daljnje napadne operacije Operacije Maestral, čiji će uspjeh omogućiti skori kraj rata.

## Neostvareni planovi srpskih snaga 1995.
Srpske su snage planirale još napadnih operacija 1995. godine. Većina planova bila je iznad ondašnjih stvarnih mogućnosti Vojske Republike Srpske. Raščlamba CIA-e (Balkan Battlegrounds, poglavlje 73, str. 289-290) spominje naputak vojnoga vrha Republike Srpske od 8. ožujka 1995., prema kojem je VRS planirala napadne operacije: Sarajevo ’95., Spreča ’95., Sudjelovanje ’95. (srp. Sadejstvo '95., neuspješno sprovedena), Lukavac ’95., Zvijezda ’95. Rečenim operacijama cilj je bio zauzeti veliko ozemlje sjeverno od Tuzle, planine Igman i Bjelašnicu, proširiti posavski koridor i otkloniti prijetnju Doboju, zatim vojno pritisnuti enklave Žepu i Srebrenicu te ih zauzeti u slučajima UN-ova povlačenja, suziti enklavu Goražde na samo 3 km oko samog grada. Jedan je napadni pravac bio i prema Republici Hrvatskoj. Raščlamba navodi da je vojni vrh RS namjeravao isplanirati i dvije akcije kojima bi se probio put kroz dolinu rijeke Neretve sve do mora u blizini Dubrovnika. Nekoliko dana poslije Oluje VRS je poduzela napad na kotu 497 kod Dubrovnika i privremeno ju zauzela.
Dragan Vasiljković je nakon pada Grahova predložio protuudare prema Šibeniku i Zadru, jer se je padom Grahova hrvatskim postrojbama otvorio put prema Kninu. Vasiljkovićevom se prijedlogu suprotstavio general Dušan Lončar.

## Daljnji planovi u vremenu vojnog poraza
Nakon neuspjeha ove operacije, velikosrpski vođe krenuli su s novim planovima. U dokumentu od 4. rujna 1995. koji je potpisao čelnik pobunjeničke velikosrpske paradržave Milan Martić, a koji je klasificiran kao "vojna tajna" i "strogo povjerljivo", predviđeno je osnivanje vojne formacije tzv. Oslobodilačke vojske RSK, čija je zadaća bila obnova propalog i neuspjelog velikosrpskog projekta tzv. RSK.